# Abel Tamata
Abel Tezzy Tamata est un footballeur international néerlando-congolais, né le 5 décembre 1990 à Berg-op-Zoom (Pays-Bas). Il évolue au poste de défenseur.

## Biographie

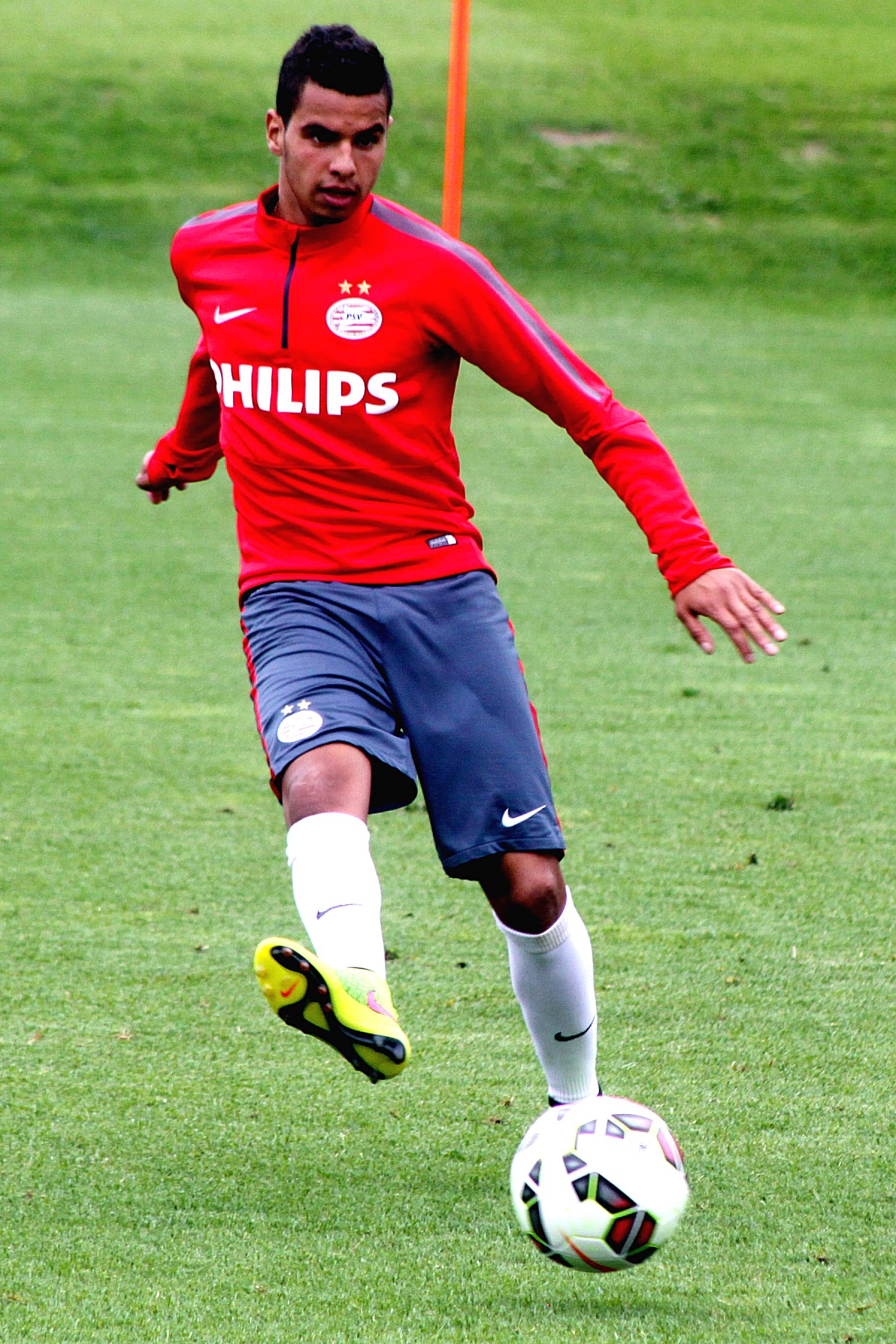

Tamata est né à Bergen op Zoom d'un père congolais et d'une mère néerlandaise. Son père travaille comme chauffeur de taxi, il a une demi-sœur du côté de sa mère et deux demi-frères du côté de son père. Sa demi-sœur est mariée au rappeur Ali B qui est devenu son agent.
Tamata a passé quatre ans à l'école Rijks à Bergen op Zoom et en 2009 il adopte l'éducation pré-universitaire au collège Saint Gorge à Eindhoven.
Il a vécu pendant deux ans avec son oncle et sa tante à Eindhoven où il intègre l'équipe des jeunes du PSV.

## En sélection
Il fait ses débuts avec l'équipe de la République démocratique du Congo le 28 mars 2015 à Dubaï lors du match amical face à l'Irak, il est titularisé comme arrière latéral gauche et joue toute la rencontre mais son équipe s'incline sur le score de (1-0).

## Palmarès
- Coupe des Pays-Bas en 2012
- Championnat des Pays-Bas en 2015